# ジャンルカ・マンチーニ
ジャンルカ・マンチーニ（Gianluca Mancini，1996年4月17日 - ）は、イタリア・トスカーナ州ピサ県ポンテデーラ出身のサッカー選手。セリエA・ASローマ所属。ポジションはディフェンダー。イタリア代表。

## 経歴

### クラブ
2015年、ペルージャ・カルチョに買取オプション付きのレンタルで移籍した。2015年9月11日、セリエBのペスカーラ戦でプロデビューした。シーズン終了後、フィオレンティーナに復帰したが、2016年8月1日、フィオレンティーナはマンチーニがフリーでペルージャに移籍したことを発表した。後に、マンチーニを売却した場合、移籍金の50パーセントをフィオレンティーナに支払う契約になっていた事が明らかになった。
2017年1月、アレッサンドロ・サントパードレと共に、アタランタBCに移籍した。マンチーニは20万ユーロ、サントパードレは100万ユーロの移籍金が支払われた。そして、すぐに、ペルージャにレンタル移籍の形で復帰した。この移籍は後に、サントパードレの移籍金を水増しし、マンチーニの移籍金を不当に安くしているとして、ペルージャの会長が告発を受けた。会長は2018年7月に無罪となった。
2017年9月24日、古巣のフィオレンティーナ戦でラファエウ・トロイとの交代で途中出場し、アタランタ移籍後初出場を果たした。2018年2月4日、キエーヴォ・ヴェローナ戦でセリエA初得点を記録した。
2019年7月17日、ASローマに買取義務付きのレンタルで移籍した。レンタル期間は1年間で、その後2024年6月30日までの契約を締結する。レンタル料は200万ユーロで、1300万ユーロでの買取義務があり、パフォーマンスに応じた最大800万ユーロのボーナスが設定されている。
2019年8月25日、セリエA開幕戦のジェノア戦にフアン・ジェズスとの交代で途中出場し、ローマデビューを果たした。9月22日、ボローニャ戦では、先発出場したが、71分と85分にイエローカードを貰い退場処分となった。2021-22シーズン、UEFAヨーロッパカンファレンスリーグ決勝では、守備での好守のみならず、ザニオーロの決勝ゴールをアシストしてチームの優勝に貢献した。

### 代表
2017年9月21日、U-21スペイン代表戦でU-21イタリア代表デビューを果たした。
UEFA EURO 2024に選出

## タイトル
ASローマ
- UEFAヨーロッパカンファレンスリーグ: 2021-22